# Ewa Sewerynek
Ewa Jolanta Sewerynek – polska endokrynolog, profesor nauk medycznych.

## Życiorys
W 1984 r. ukończyła studia medyczne w Akademii Medycznej w Łodzi, w 1988 r. obroniła pracę doktorską pt. Udział niektórych czynników odmiennych od kortykotropiny w kontroli proliferacji komórek kory nadnerczy, której promotorem był prof. Andrzej Lewiński, w 1997 r. habilitowała się na podstawie pracy zatytułowanej Wpływ melatoniny na procesy oksydacyjne zachodzące w trakcie wstrząsu endotoksycznego i w czasie reperfuzji po niedokrwieniu tkanek. W 2004 r. uzyskała tytuł profesora nauk medycznych.
Została pracownikiem naukowym w Instytucie „Centrum Zdrowia Matki Polki” i na Uniwersytecie Medycznym w Łodzi, oraz należy do Rady Dyscypliny Naukowej - Nauk Medycznych UMED.